# Jucca
Jucca es el nombre artístico de Juan Carlos Cabezas, dibujante de historietas chileno nacido en 1968 (?), que parodia a los héroes del celuloide.

## Anarko
Anarko es un personaje de historieta creado por Jucca. Anarko es un thrasher que vive en Valparaíso, Chile, y es en los cerros de esta ciudad donde transcurren todas sus aventuras. Usa pelo largo que cubre sus ojos, chaqueta de jeans y pantalón militar verde oliva. Su humor es bastante ácido. En sus inicios la línea argumental de sus historias trataba de las primeras armas del personaje en el movimiento thrash y su conversión de poser a referente de la escena. Notable es la historia de su venganza contra un programa sabatino distractor por la chanchada realizada al grupo Necrosis, en clara referencia a la humillación sufrida por esa banda de thrash metal en el programa Sábados Gigantes, mencionado en dicha historia como Sábados Grotescos. Anarko es su personaje más sobresaliente.

## Parodias
Destacan las parodias de películas como Star Mal (Star Wars), Harry Potto de Botella (Harry Potter).
Es común encontrar su trabajo ambientado en su ciudad natal, Valparaíso, o con abundantes elementos culturales de dicha ciudad (empinadas escaleras, arquitectura de la ciudad, etc.)

## Obras
- Anarko
- Barsaman
- Harry Potto de Botella
- Los Guarenes Ninja
- Matutex
- Spuberman
- El Hombre Inservible
- 18DS: Día de la Dependencia
- X-Cremen
- Star Mal
- The Lord of the Ringtones